# Rasmus Thellufsen
Rasmus Thellufsen, né le 9 janvier 1997 à Sæby au Danemark, est un footballeur danois jouant au poste d'ailier gauche.

## Biographie

### Aalborg
Rasmus Thellufsen est un pur produit du centre de formation de l'Aalborg BK. Le 28 août 2016, il fait ses débuts en Superligaen contre l'AGF Aarhus. Il entre en jeu à la place de Kasper Risgård (en), sorti blessé, et contribue à la victoire de son équipe en donnant la balle d'égalisation à Edison Flores. Son équipe finit par remporter le match sur le score de 2-1. Le 2 décembre 2017, lors de la victoire d'Aalborg par deux buts à un sur la pelouse du Lyngby BK, il marque son premier but sur un service d'Edison Flores.

### Hansa Rostock
Rasmus Thellufsen est prêté par Aalborg BK au FC Hansa Rostock en troisième division allemande, pour la saison 2019-2020.

### Lyngby BK
Le 6 septembre 2020, Rasmus Thellufsen s'engage en faveur du Lyngby BK pour un contrat de trois ans.
Thellufsen inscrit son premier but pour le Lyngby BK le 25 juillet 2021, à l'occasion de la première journée de la saison 2021-2022, contre le Nykøbing FC. Il entre en jeu à la place de Magnus Westergaard et donne la victoire à son équipe en marquant dans les toutes dernières minutes du temps additionnel, sur un service de Magnus Kaastrup (1-2 score final).

### Louisville City
Le 5 janvier 2023, il franchit l'Atlantique et s'engage en faveur de Louisville City, formation de USL Championship pour la saison 2023.

### Vendsyssel FF
Le 28 janvier 2024, après une année passée au Louisville City, Rasmus Thellufsen rejoint librement le Vendsyssel FF. Il signe un contrat courant jusqu'en juin 2025.

### En sélection nationale
Rasmus Thellufsen honore sa première sélection avec l'équipe du Danemark espoirs contre la Lituanie, le 5 septembre 2017. Lors de cette large victoire de 6 buts à 0, il entre en jeu à la place de Mikkel Duelund dans le dernier quart d'heure du match.